# Destil·leria Tortras
La destil·leria Tortras és un edifici modernista situat al carrer de la Cera, 55 del Raval de Barcelona. Com que no està catalogat, li correspon la categoria D (bé d'interès documental) atorgada per defecte a tots els edificis del districte de Ciutat Vella.

## Història i descripció
El 1901, el fabricant de licors anisats Antoni Tortras i Codina, establert al carrer dels Salvador, 22, va adquirir a Maria dels Àngels Masó i Falp, vídua de Josep Bosch i Carbonell, i als seus fills una part dels terrenys de la seva casa-fàbrica al carrer de la Cera, destruïda per un incendi el 1899. El 1902, va demanar permís per a construir-hi una edifici de planta baixa i un pis, segons el projecte de l'arquitecte August Font i Carreras, que preveia dos cossos ben diferenciats, un destinat a habitatges, i l'altre a fàbrica i botiga de licors. Tanmateix, diversos entrebancs administratius el feren desistir, i el 1903, va presentar un segon projecte del mateix autor que augmentava l'alçada en un pis, integrant ambdues funcions en el mateix edifici (actual núm. 55). A la resta del solar (actual núm. 53), s'hi va aixecar una senzilla construcció destinada a Cinematógrafo.

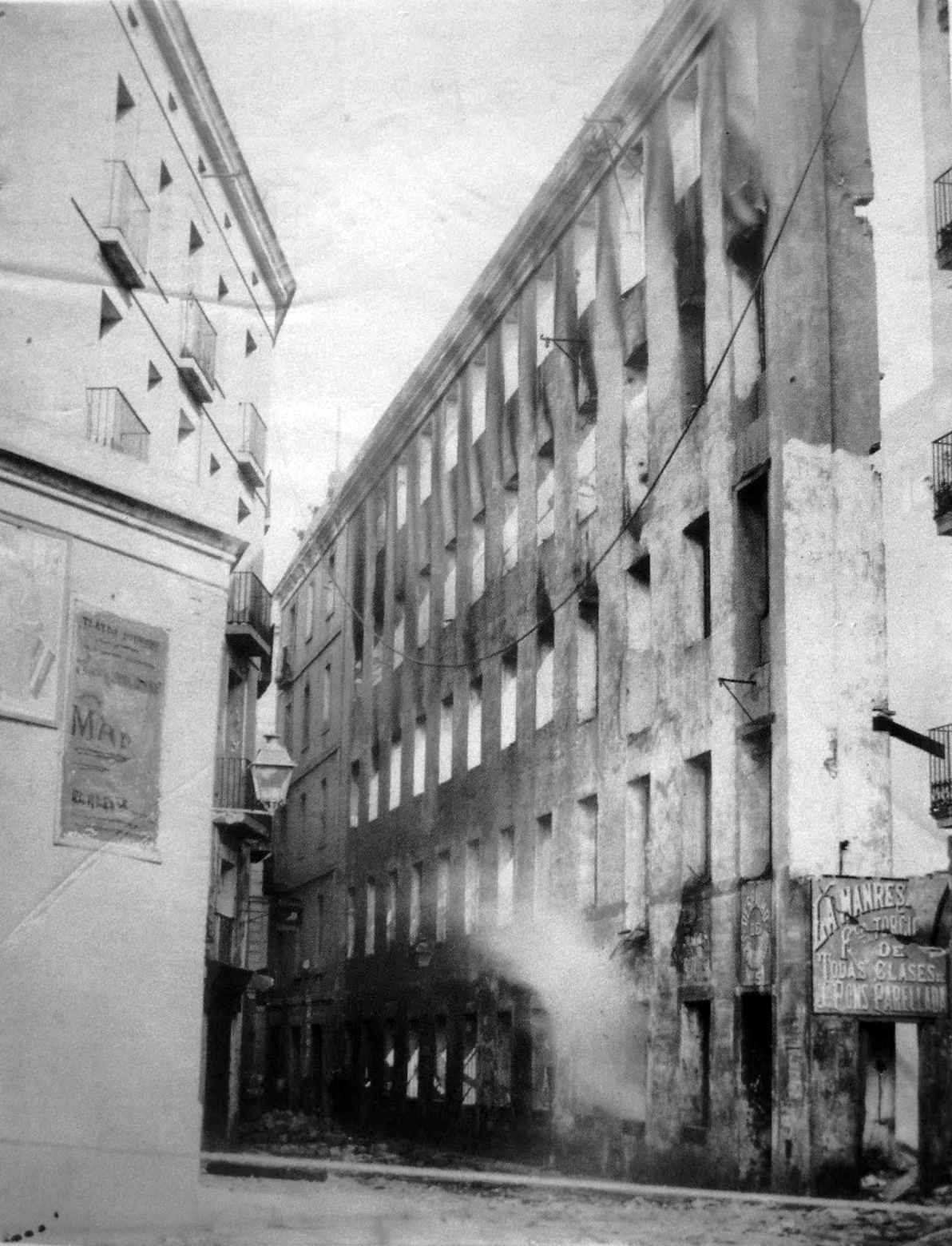
Incendi de «La Manresana» (1899)

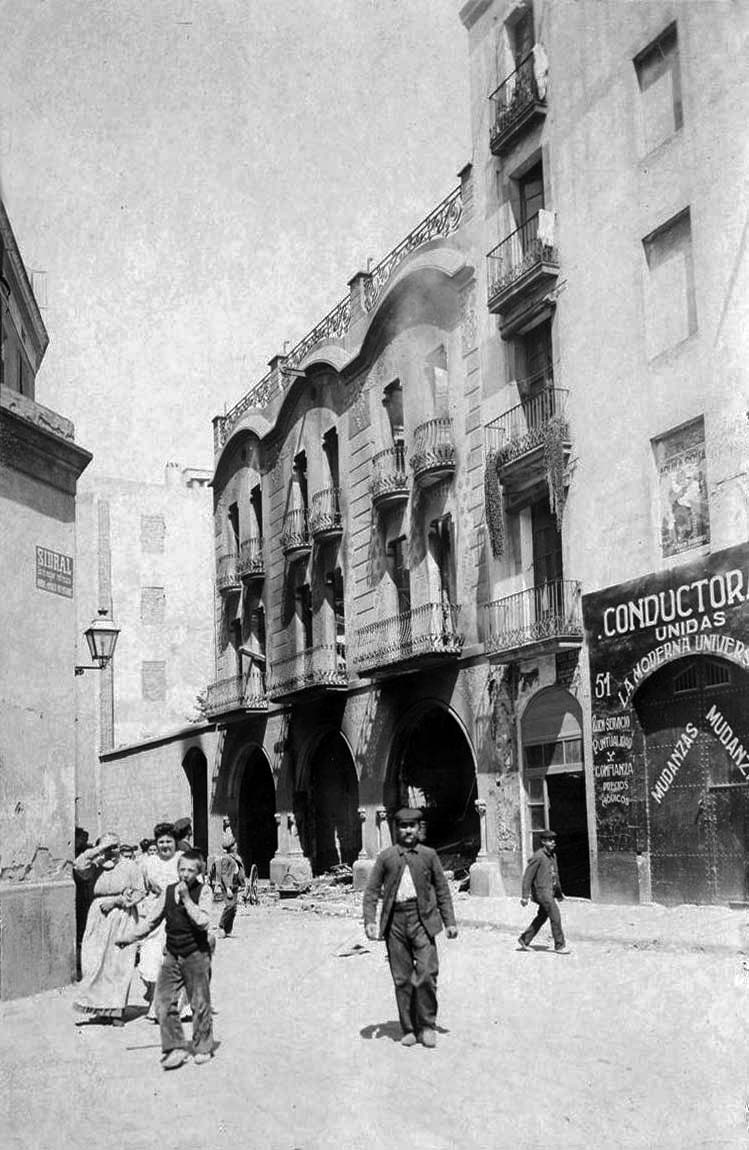
Aspecte de la fàbrica durant la Setmana Tràgica (1909)

El 29 de juliol de 1909, la fàbrica va ser incendiada durant la Setmana Tràgica, en la creença que s'hi havien amagat els religiosos de les veïnes Escoles Pies de Sant Antoni, cosa que va desmentir el propietari en una carta dirigida als diaris. El 1910, Josep Tortras (probablement fill d'Antoni) va demanar permís per a fer-hi diverses reparacions.
Recentment (2016), ha estat rehabilitat per l'arquitecte Juli Pérez-Català per a acollir-hi apartaments de luxe, convertint l'antiga nau en un jardí que conserva les bigues metàl·liques de gelosia originals.